# Ramanuja
Rāmānuja (XIe-XIIe siècle), né dans la région de Kanchipuram, est un mystique, philosophe et théologien de l’Inde. Brahmane tamoul, il fut un grand commentateur du viśiṣṭādvaita, une école du Vedānta, influencé par Yāmunācārya. Il est considéré comme le troisième plus important Ācārya par les Sri Vaishnavas. Il fut l’adversaire de la philosophie de Shankara (qui vécut bien avant lui), lequel réservait son enseignement aux « Deux-fois-nés » (Dvija), aux membres des castes lettrées.
Son influence a été importante, car il a posé les fondements philosophiques à la pratique de la dévotion (bhakti), qui est devenue une composante essentielle de l'hindouisme,.

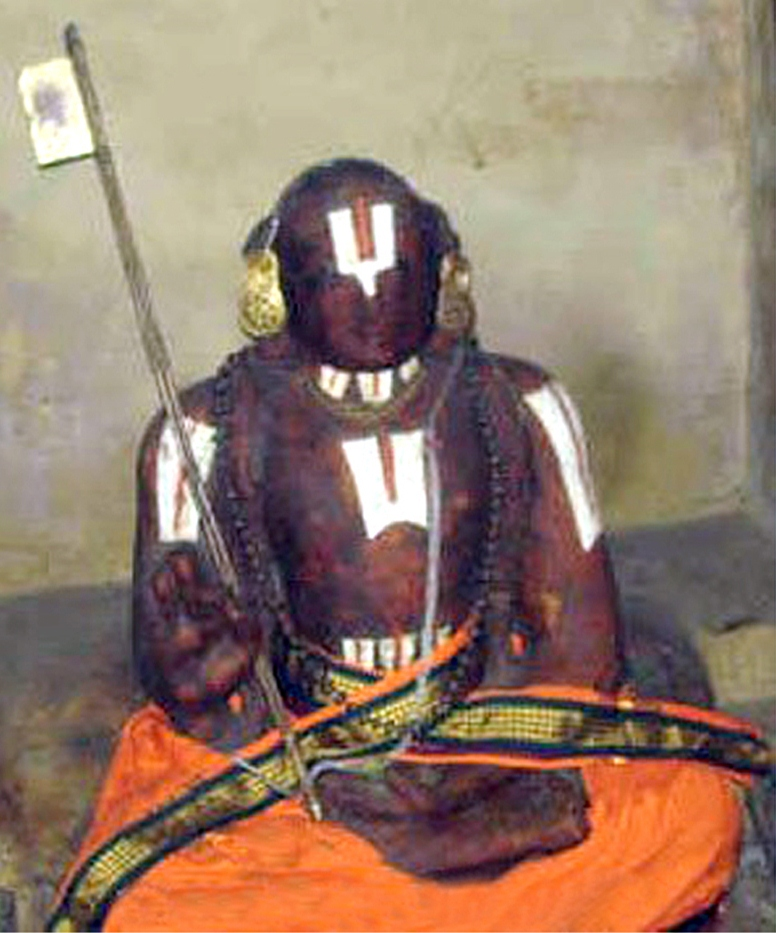
Statue représentant Rāmānujacharya à l'intérieur du temple de Ranganathaswamy, Srirangam.

## Contexte historique
Aux environs du VIIe siècle, la crainte chez les hindous que le bouddhisme et le jainisme puissent les supplanter a produit une renaissance de l’hindouisme qui n’a pas décliné depuis. L’aspect le plus populaire de cette résurgence s’est manifesté dans les mouvements dévotionnels (bhakti) représentés notamment par les douze Alvars (littéralement les « plongés » en Dieu), des figures religieuses et littéraires vishnouïtes du sud de l'Inde. Ces derniers provenaient de toutes les castes et leurs textes poétiques, insistant sur le fait que le sexe ou la caste n’étaient pas une barrière à la communion avec le divin, étaient inhabituels dans la pensée védique classique.
C’est à la même période qu’est apparu le Vedānta et un de ses commentateurs les plus réputés, Adi Shankara. La position de Shankara était directement opposée à celle qui caractérise le mouvement de la Bhakti. D’un côté, le Brahman est la seule réalité et de l’autre, l’adoration des divinités est la norme. Le projet de Rāmānuja a consisté alors à démontrer la validité d’une divinité personnelle et les disciples de Shankara sont alors devenus des cibles de cette polémique[réf. nécessaire].

## Biographie

### Dates de naissance et de décès controversées
Les biographies donnent généralement pour date de naissance et de décès 1017 – 1137, ce qui correspondrait à une vie de 120 ans. Pour cette raison, il est parfois estimé que sa naissance a en fait eu lieu 20 à 60 ans plus tard et sa mort 20 ans plus tôt. La correction acceptée par plusieurs érudits est 1077 – 1157[réf. nécessaire].
Cependant, selon Anne-Marie Esnoul, ces dates pourraient être plausibles : « Fait bien rare dans l'histoire des penseurs de l'Inde médiévale, on connaît la date de naissance de Rāmānuja [1017], le deuxième – Śaṅkara étant le plus ancien – des cinq grands commentateurs des Vedāntasūtra ou Brahmasūtra de Bādarāyaṇa. (...) La tradition situe [sa mort] en 1137. Une telle longévité – il aurait donc vécu cent vingt ans – n'étant pas exceptionnelle en Inde, il se peut que cette tradition soit exacte. » 

### Vie
Rāmānuja est né sous le nom de Ilaya Perumal. Les textes hagiographiques mentionnent qu'il est né dans une famille de brahmanes vadama (en) de la tradition smarta du village de Perumbudur dans le Tamil Nadu. Son père s’appelait Asuri Keshava Somayaji Deekshitar et sa mère Kanthimathi. Après son mariage à un jeune âge et le décès de son père, sa famille déménagea à Kanchipuram. Là, il rencontra son premier guru, Yadavaprakasha, un enseignant de la philosophie du Vedānta en vogue à cette époque, dans la tradition moniste de Shankara (Advaita Vedānta). Son professeur le trouva très habile dans le jeu des concepts philosophiques abstraits, mais il s’inquiétait de sa tendance à préférer la bhakti sous la forme d'une dévotion et d'un abandon au divin. Selon Michel Hulin, Rāmānuja cherchera à rendre cette bhakti « compatible avec les exigences de l'orthodoxie brahmanique ».
Rāmānuja quitta Yadavaprakasha pour des divergences doctrinales. Il quitta sa femme et devint un sannyasin (un renonçant) pour rejoindre Shrirangam, un des grands sanctuaires vishnouites du Sud, où il est possible qu'il ait rencontré Yamunacharya, philosophe de l’école Vishishtadvaita, ou bien seulement suivi les enseignements de ses disciples.
À cause de persécutions d'un roi Chola shivaïte particulièrement intolérant, il dut s'exiler pendant une douzaine d'années dans le Mysore, alors domaine des Hoysalas.

#### Conversion d'un roi jaïn
Historiquement, il s'avère que Ramanuja réussit à convertir au vishnouïsme le roi jaïn Vishnouvardhana (en) (de son nom de règne initial, Bitti Deva) du royaume Hoysala ; la légende dit que le roi, défait par le roi musulman de Delhi, eut son doigt coupé en signe d'asservissement. Les Jaïns, ne pouvant prendre aucun repas dans la demeure d'un homme mutilé, ont alors rejeté le roi. Après la réalisation de miracles de la part de Ramanuja, le roi et la reine adoptent le vishnouïsme ; puis, Ramanuja, métamorphosé en serpent à mille têtes, réussit à convaincre tous les Jaïns venus parler avec lui dans un « débat à mille bouches ».

## Philosophie
La philosophie de Rāmānuja est appelée Vishishtadvaita parce qu’elle est une spécification ou qualification (IAST : viśiṣṭa) des principes de l’advaita Vedānta (non-dualité).
Shankara enseignait, dans un non-dualisme pur, que toutes les manifestations et les qualités du monde matériel étaient irréelles et transitoires (des reflets du Brahman, mais sans existence propre). Rāmānuja pensait lui qu’elles étaient réelles et permanentes, bien que sous le contrôle d'un principe divin. D'après Alexandre Astier, Rāmānuja pense que « les âmes et le monde coexistent de toute éternité avec Vishnu (l'Absolu sous la forme de dieu personnel). [Ceux-ci] sont coordonnés et contrôlés par Vishnu, mais en aucune manière créés. »
Il existe selon Rāmānuja trois entités réelles :
- Dieu, à la fois immanent et transcendant à la création. Il peut être atteint par la mystique.
- La Nature initiale (monde matériel), réelle et éternelle, « soumise en permanence au pouvoir divin, comme tout ce qui existe (le « qualifié »)[11]. »
- L'âme individuelle, d'essence divine, mais enchaînée au cycle des renaissances. L'homme peut atteindre la délivrance (moksha) par la dévotion (bhakti).

A la différence d'Adi Shankara, Ramanuja enseigne que la pensée des Upanishad n'implique pas un monisme strict. Pour Ramanuja, le brahman n'est pas cette réalité unique de l'Univers qu'il est dans la doctrine de l'Advaïta, mais il est une divinité de caractère personnel, à laquelle il est possible de s'unir par un culte de pur amour, de bhakti. De cette manière, la pensée de Ramanuja accompagne et développe philosophiquement le grand mouvement religieux qui affecte alors le vishnouisme dans le Sud de l'Inde.

## Ouvrages
Rāmānuja a écrit neuf ouvrages, appelés aussi Navaratnas, les « neuf précieux joyaux » :
- Sri Bhashya ou Brahma Sutra Bhashya, commentaire des Brahma Sutra. C'est, note Jan Gonda[16] « l'un des sommets de toute la pensée indienne, qui, sous forme d'un commentaire (...)  savant et brillamment écrit, contient une réfutation systématique de la doctrine de Shankara. »
- Vaikuntha gadyam
- Sriranga Gadyam
- Saranagati Gadyam, dialogue imaginaire entre Rāmānuja et Narayana
- Vedârtha Sangraha, « Manuel sur la signification du Véda », condensé du Vedānta. Râmânuja veut montrer que les Upanishads n'affirment pas un monisme absolu tel que Shankara le conçoit[16].
- Vedanta Sara
- Vedanta Dipa
- Gita Bhashya, commentaire de la Bhagavad Gita, « qui se trouva être la principale source d'inspiration de [Râmânuja] dans son effort pour réformer le védanta dans le sens du théisme »[16].